# Yamabal
Yamabal es un distrito del municipio de Morazán Sur, departamento de Morazán, El Salvador. De acuerdo al censo oficial de 2024, tiene una población de 3.010 habitantes.

## Historia
El poblado de Yamabal es de origen lenca. 
En la constitución del Estado de El Salvador, 1824 formó parte del departamento de San Miguel. A partir de la creación del departamento de Morazán en el 14 de julio de 1875, fue anexado a este departamento. 
En 1877 se terminó de repellar y enladrillar el nuevo cabildo.
En un informe del gobernador departamental Jacinto Aguirre hecha en mayo de 1878, Yamabal es descrito como una población pequeña; En ese año se habían edificado una casa de escuela y la pequeña iglesia se encontraba en buen estado; En sus ejidos, describe Aguirre, había una gran mina de cal de cuyo trabajo y el de las minas cercanas se ocupaban algunos vecinos de la población y que los demás se dedicaban al cultivo de caña de azúcar y granos de primera necesidad.
De acuerdo al historiador Santiago I. Barberena sus habitantes tenían la costumbre de reunirse con los vecinos de Sensembra para un convite, que incluía una danza llamada «baile del trozo». Asimismo, según el mismo investigador, en las cercanías existía un asentamiento minero donde residía el general José Trinidad Cabañas. La evolución del nombre del lugar ha sido Capayambal (1549, 1574), Yamabán (1770), y Yamabal desde 1840.
En Yamabal es común encontrar diversas aves nativas de El Salvador como el loro nuca amarilla, degustar platillos típicos como tamales y el famoso atol de chucha. Además se puede realizar adopción de gatos en las campañas de esterilización y patrocinar tortugas para ser liberadas en las fechas de agosto a octubre.

## Información general
El distrito cubre un área de 84.08 km² y la cabecera tiene una altitud de 240 m s. n. m. El topónimo Lenca Yamabal significa «Río de los helechos». Las fiestas patronales se celebran en el mes de noviembre en honor a San Andrés. Por otro lado, el sitio tiene potencial para la industria minera